# Сеть (приспособление)

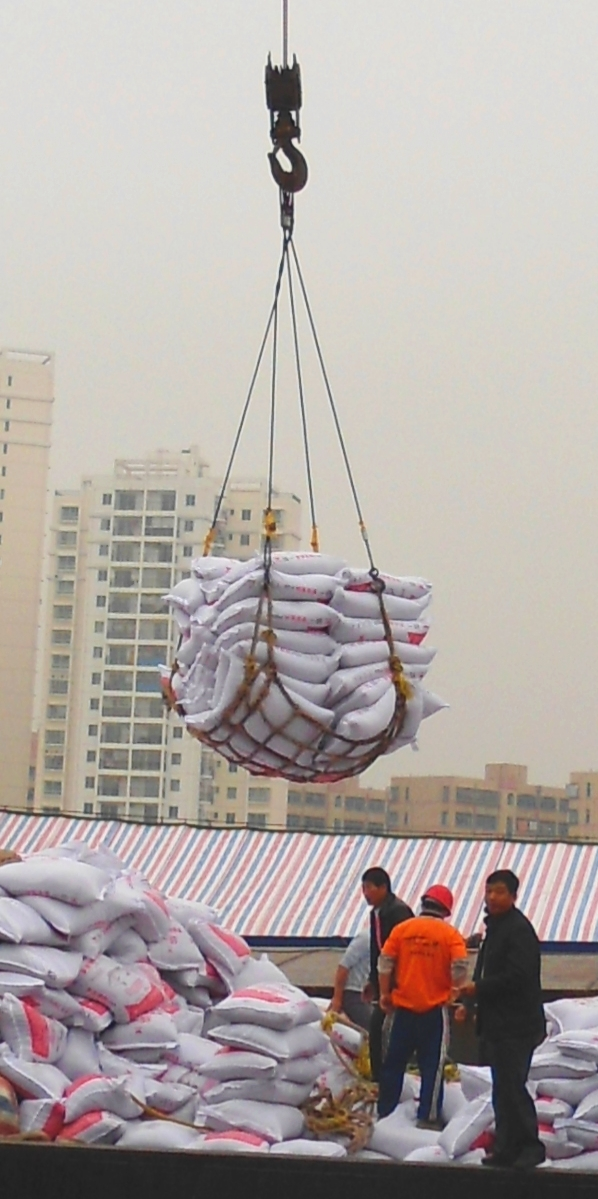
Сетка для подъёма груза, которая используется для разгрузки мешков из корабля в порту города Хайнань, Китай

Сеть — это предмет, состоящий из волокон, сплетённых в форме решётки с небольшими отверстиями между волокнами. Она задерживает собой крупные предметы (эта способность помогает поднимать и перетаскивать груз), в то время как небольшие предметы, диаметром мельче отверстий сетки проходят через неё. Для её изготовления требуется меньше средств и материала, чем для обычного полотна.

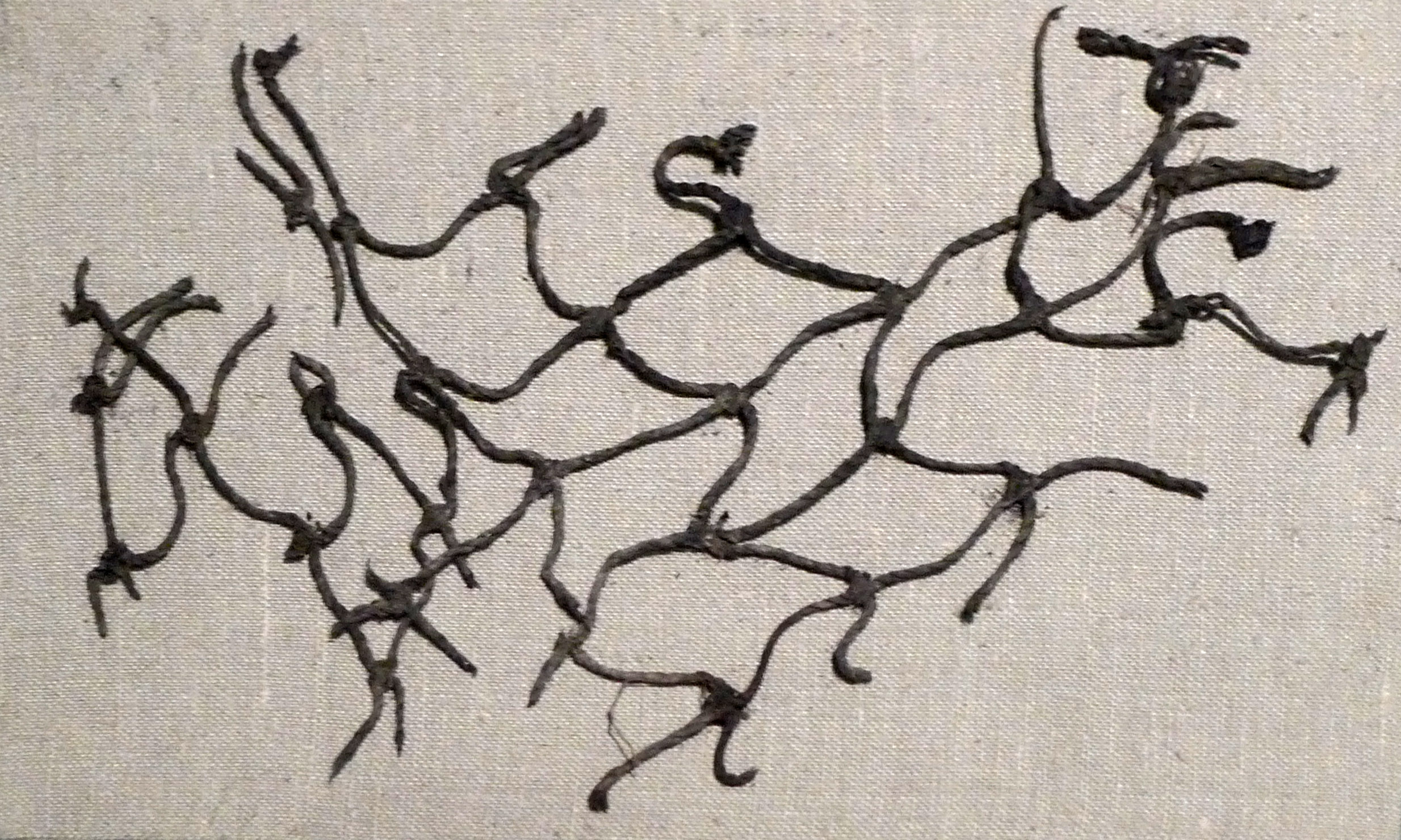
Фрагмент рыбацкой сети периода неолита

Некоторые животные, такие как сетчатый питон, имеют маскировочную окраску с узором в форме сетки.

## История
Старые находки сетей относятся к эре мезолита, но вероятно, что сетки могли существовать ещё во времена Позднего палеолита. Сети, как правило, сделаны из органических или биодеградирующих материалов, и не оставляют почти никаких археологических свидетельств. Некоторые сети сохранились во льду или болотах, есть также глиняные оттиски сетей.

## Применение

### Мебель
Гамаки , защитные и противомоскитные сетки имеют сетчатое полотно. Некоторая мебель включает сетку, натянутую на каркас. Между корпусами многокорпусных лодок могут быть натянуты сеточные батуты.

### Спорт
Сеть в качестве спортивного инвентаря также используется в большом количестве видов спорта:
- теннис и волейбол — для разделения двух половин поля. Сетка также является неотъемлемой частью теннисной ракетки, но она сделана из специальных материалов, чтобы обеспечить очень сильный удар по мячу.
- футбол и гандбол — расположены сзади ворот, чтобы мяч не полетел слишком далеко после нацеливания и чтобы было легче увидеть цель.
- баскетбол — размещена на кольце, в неё забивается мяч.

### Рыболовство
Сетные снасти бывают двух типов:
- объячеивающие - обычно так и именуемые «рыболовные сети»

Ставятся на пути следования рыбы, которая, пытаясь пройти сквозь сеть, и если она больше расстояний между узлами сети, запутывается в ячее сети жаберными крышками — объячеивается. Выемка добычи из такой сети затруднена.
- отцеживающие - задерживание (обмётывании) косяка рыб на определённом участке акватории относительно мелкоячеистым сетным полотном.

Рыболовная сеть состоит из сетного полотна, подбора и оснастки. Сетное полотно изготавливается из крученой нити или лески (монофиламентной нити).
Уловистость сети возрастает с уменьшением толщины нити сетного полотна, поэтому чем более уловисты сети из лески, тем они менее долговечны. Подборы изготавливают из плетеного шнура или крученых веревок.
По способу применения делят на:
- ставные,

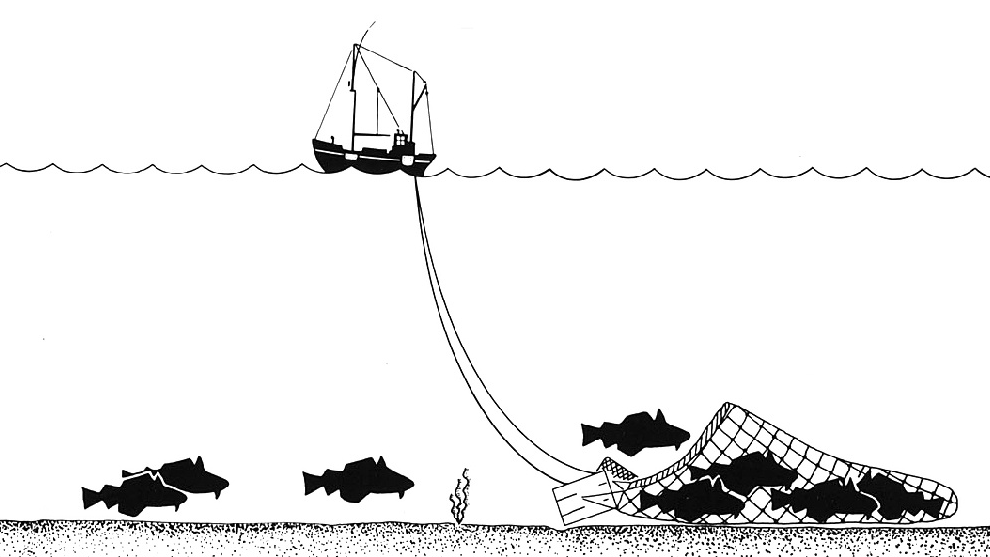
Принципиальная схема ловли рыбы с помощью донного трала

- закрепленные якорями или кольями на дне (например, тростник),
- плавные (дрифтерные), дрейфующие по ветру и течению,
  - буксируемые сети (тралы, неводы). Для буксировки применяются суда специальных типов - траулеры.

Разнообразна оснастка рыболовных сетей, например, для обеспечения плавучести применяют поплавки различных типов. Для загрузки используются шнуры с утяжеляющим наполнителем (в виде вплетенных грузиков), свинцовые грузила, и реже металлические кольца.

### Сельское хозяйство
В сельском хозяйстве они также используются в качестве защитных ограждений, защиты от скота, защиты от птиц, насекомых.

## Изготовление и ремонт сетей

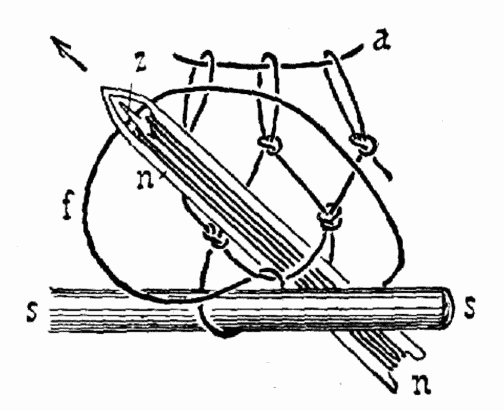
Один из методов изготовления сетей - это завязывание изгибов листов с помощью сеточной иглы и калибра. Обозначения::
- a) головной трос
- f) завязывается петля изгиба полотна
- n) челнок
- z) язычок челнока для сетки (облегчает загрузку шпагата, чтобы он не скручивался при его использовании)

Первоначально все сети делались вручную. Строительство круглых сетей, таких как кошельки, сетчатые пакеты или сетки для волос, начинается с одной точки, но квадратные сети обычно начинаются с головного троса.
К повязке через равные промежутки времени привязывается леска, образуя серию петель. Это можно сделать, используя надвинутые сверху узлы или другие узлы, например, гвоздики. Последующие ряды обрабатываются с помощью сгибов листа , как показано на схеме, или другого узла. Некоторые сети, например гамаки , можно скорее завязать петлей, чем завязать узлом.
Чтобы избежать протягивания длинного неплотного шпагата через каждый узел, шпагат наматывают на челнок для сетки или сеточную иглу. Это должно быть сделано правильно, чтобы предотвратить его скручивание при дальнейшей работе.
Некоторые сети все еще шьются или ремонтируются вручную хотя в настоящее время сети часто шьются специальными автоматами.
Шитьё сетей вручную по-прежнему остается важным навыком для тех, кто с ними работает.

## Экологический ущерб
Посвященный сетям  доклад «Ghost Gear» Greenpeace International свидетельствует о 10% всего твердого, в том числе пластикового, мусора в океане. Снасти составляют большую часть крупного мусора, который убивает представителей морской фауны.